# Jack de Haas

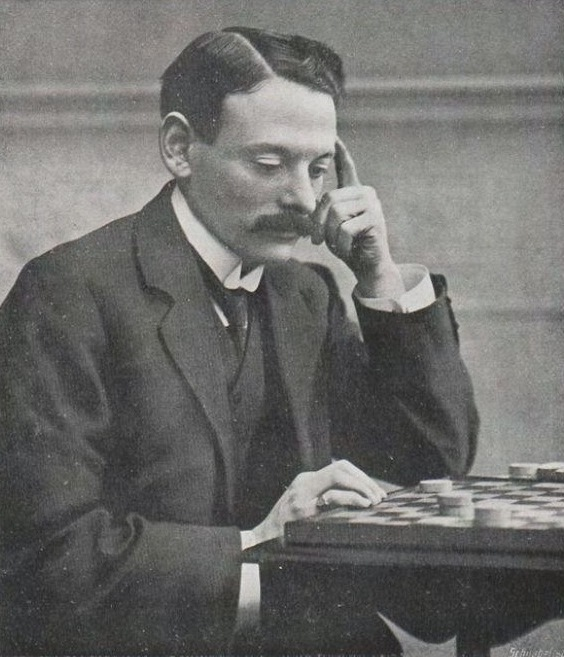
Jack de Haas, 1911

Jacob Bernard (Jack) de Haas (Londen, 1 november 1875 - Scheveningen, 21 december 1940) is een Nederlands dammer die viermaal Nederlands kampioen is geworden. Hij was Nationaal Grootmeester dammen.

## Biografie
Jack de Haas werd geboren in Londen, maar kwam op tweejarige leeftijd met zijn ouders naar Rotterdam, weer twee jaar later, in 1879 verhuisde hij naar Amsterdam. Hij was diamantslijper in Amsterdam. Hij verhuisde rond 1920 naar Brussel. Van 1931 tot aan zijn dood woonde hij in Scheveningen.
De Haas werd Nederlands kampioen dammen in 1908, 1911, 1916 (met 12 punten uit 9 wedstrijden) en 1919 (met 15 punten uit 9 wedstrijden). Alle vier de kampioenschappen liet hij Herman Hoogland, de wereldkampioen in 1912, achter zich. 

## Wereldkampioenschappen
In 1904 en 1907 speelde hij matches om de officieuze wereldtitel tegen de Fransman Isidore Weiss. In 1904 behaalde hij een 10-10 score (waardoor Weiss de titel behield) en tijdens de match in 1907 verloor hij met een score van 19-21. 
In 1909 werd hij derde op het toernooi om de wereldtitel, achter Weiss en Molimard.
Tijdens het wereldkampioenschap van 1912 eindigde hij tweede achter Herman Hoogland op 1 punt achterstand, namelijk met 24 punten uit 18 wedstrijden, de Franse wereldtop, Alfred Molimard, Isidore Weiss, Marcel Bonnard en Marius Fabre bezette de plaatsen 3 tot en met 6.

## Matches
Naast de twee matches om de officieuze wereldtitel speelde De Haas nog meer matches. In 1910 maakt De Haas een reis naar Parijs om hier tegen de Franse grootmeesters te spelen. Hier speelde hij matches en ook losse partijen. Zo speelde hij onder andere nog een match tegen Weiss, maar verloor deze met 2-4. Hij speelde ook een match tegen Woldouby en won met 5-1. Hij won in 1910 ook nog een match tegen Marius Fabre met 10-2. Zijn tweekamp tegen Molimard in 1912 verloor hij met 19-21. Hij speelde in 1921 een match tegen Fabre en won weer, met 8-6.
Tegen Arnold Damme, de Nederlands kampioen van 1921, speelde hij in 1923 een match en won met 13-7.

## Boeken
- Het damspel, theorie en practijk (1908, met Phillip Battefeld)
- Voor het dambord (1912, met Phillip Battefeld)